# Estación Dock Central

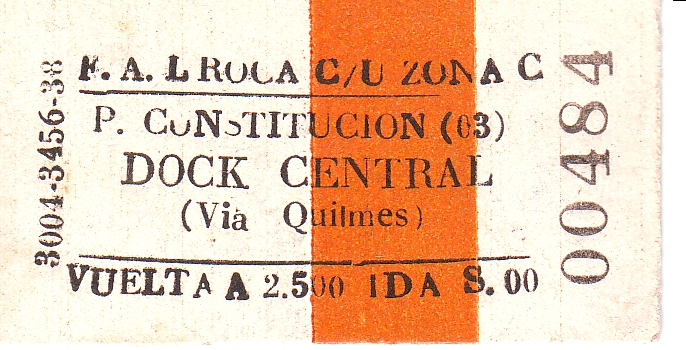
Boleto válido entre Plaza Constitución y la clausurada Estación Dock Central (Partido de Ensenada) emitida en 1992, Anverso.

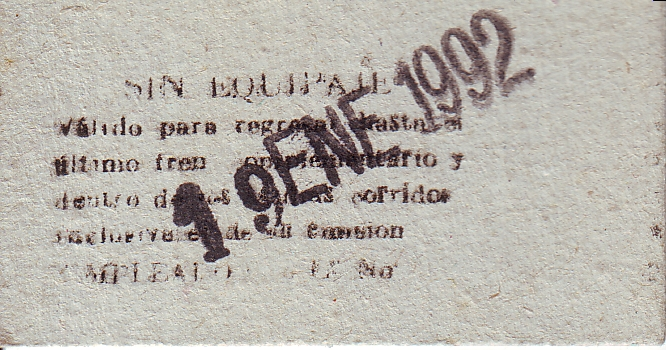
Boleto Plaza Constitución - Estación Dock Central emitida en 1992, Reverso.

Dock Central es una estación ferroviaria ubicada en el partido de Ensenada, Provincia de Buenos Aires, Argentina.

## Descripción
Arquitectura de principios de siglo, estilo neoclásico italiano, con pequeño edificio y gran estructura de hierro, madera y vidrio que cubre los andenes.

## Servicios
La estación correspondía al Ferrocarril General Roca , en el ramal que conecta las terminales Plaza Constitución, La Plata y Río Santiago.

## Valor patrimonial
Estación del año 1910 con una superficie de 570 metros cuadrados, cerrada con la privatización del ferrocarril entre 1990 - 1994. En la actualidad, la estación se encuentra reciclada en excelentes condiciones y funciona en ella un museo portuario. En la estación había un bar poblado por los marineros de los barcos que iban al complejo Swift-Armour a cargar carne.